# Береглазов, Алексей Алексеевич
Алексей Алексеевич Береглазов (род. 20 апреля 1994, Магнитогорск, Челябинская область) — российский хоккеист, защитник. Трёхкратный обладатель Кубка Гагарина.

## Карьера

### Клубная
Воспитанник магнитогорской хоккейной школы. В 2011 году на драфте юниоров КХЛ был выбран в третьем раунде под общим 82-м номером клубом «Металлург» (Магнитогорск). Начинал выступать за «Стальных лисов» в МХЛ. За Металлург в КХЛ дебютировал 23 января 2014 года в матче против «Металлург Нк».

### В сборной
В апреле 2012 выступал за юниорскую сборную на чемпионате мира. Участвовал в Subway Super Series 2013. В 2014 году на чемпионате мира среди молодёжных команд завоевал бронзовую медаль. В конце октября 2015 года был вызван в сборную России на Кубок «Карьялы», но в окончательный состав не попал.

## Достижения
- Обладатель Кубка Гагарина 2016, 2021 и 2025
- Серебряный призёр КХЛ, финалист кубка Гагарина 2017
- Бронзовый призёр МХЛ 2012

## Статистика
| Легенда | Легенда                    | Легенда | Легенда                   | Легенда | Легенда    |
| ------- | -------------------------- | ------- | ------------------------- | ------- | ---------- |
| И       | Количество проведённых игр | Штр     | Штрафное время            | +/−     | Плюс-минус |
| Г       | Голы                       | П       | Голевые передачи          | О       | Очки       |
| -       | Статистика неизвестна      | —       | Статистика не учитывалась |         |            |